# Серафим (Домнин)
Митрополи́т Серафи́м (в миру Серге́й Ви́кторович До́мнин; 25 сентября 1977, Каменка, Пензенская область) — епископ Русской православной церкви, митрополит Пензенский и Нижнеломовский, глава Пензенской митрополии.

## Биография
Родился в 1977 году в городе Каменка, в Пензенской области в семье электрика и руководителя отдела кадров. Крещён в детстве.
В 1984—1994 годы обучался в средней школе № 1 города Каменка, Пензенской области.
В 1992—1995 годы нёс послушание алтарника и псаломщика-чтеца в храме святого великомученика Димитрия Солунского города Каменка Пензенской области.
В 1995 году поступил в Саратовскую православную духовную семинарию.
27 июля 1997 года в Димитриевском храме села Лесной Вьяс Лунинского района Пензенской области архиепископом Серафимом (Тихоновым) рукоположён во диакона, 11 сентября в Успенском кафедральном соборе города Пензы тем же Преосвященным рукоположён в сан иерея.
20 октября 1997 года назначен священником Успенского собора города Пензы. 11 июня 1998 года назначен ключарем Успенского собора города Пензы.
2 апреля 1999 года в храме в честь иконы Божией Матери «Живоносный Источник» Свято-Тихвинского Керенского мужского монастыря села Вадинск Пензенской области пострижен в монашество с наречением имени Серафим в честь священномученика Серафима (Чичагова).
В 2000 году окончил Саратовскую духовную семинарию.
В том же году назначен инспектором вновь открытого Пензенского духовного училища.
В 2001—2002 годы — старший священник Покровского Архиерейского собора города Пензы.
В 2002—2005 годы — благочинный храма во имя святителя Иннокентия, епископа Иркутского, при Пензенском духовном училище.
В 2004—2006 годы — настоятель Димитриевского храма города Каменка Пензенской области.
В 2005 году поступил в Православный Свято-Тихоновский гуманитарный университет.
В 2006 года к празднику Пасхи возведён в сан игумена.
В 2006—2007 годы — помощник настоятеля Покровского Архиерейского собора города Пензы.
1 июня 2007 года назначен ответственным секретарём по епархиальным делам Пензенской епархии.
В 2008 году назначен настоятелем Воскресенского прихода города Заречный Пензенской области.
C 2009 года — член комиссии Общественной палаты Пензенской области по межнациональному и межконфессиональному согласию, свободе совести и сохранению духовного наследия.
В 2009—2010 годы исполнял обязанности ректора Пензенского духовного училища. В 2010 году Пензенское духовное училище было преобразовано в Пензенскую духовную семинарию, и игумен Серафим назначен её проректором.
В 2010 году к празднику Пасхи удостоен права ношения палицы.
В 2011 году окончил богословский факультет Православного Свято-Тихоновского гуманитарного университета. В том же году  назначен первым проректором Пензенской духовной семинарии.

### Архиерейство
26 июля 2012 года решением Священного Синода, на прошедшем в Киеве заседании, избран епископом Кузнецким и Никольским.
14 августа 2012 года в Благовещенской церкви города Пензы митрополитом Пензенским и Нижнеломовским Вениамином возведён в сан архимандрита.
31 августа 2012 года в храме Всех святых, в земле Российской просиявших, Патриаршей резиденции в Даниловом монастыре в Москве был наречён во епископа.
12 сентября 2012 года в храме Рождества Христова города Красноярска рукоположён во епископа Кузнецкого и Никольского. Хиротонию совершили Патриарх Московский и всея Руси Кирилл, митрополит Саранский и Мордовский Варсонофий (Судаков), митрополит Красноярский и Ачинский Пантелеимон (Кутовой), митрополит Пензенский и Нижнеломовский Вениамин (Зарицкий), архиепископ Ровенский и Острожский Варфоломей (Ващук), епископ Солнечногорский Сергий (Чашин), епископ Енисейский и Норильский Никодим (Чибисов), епископ Канский и Богучанский Филарет (Гусев). 21 сентября 2012 года прибыл к месту служения.
25 декабря 2013 года решением Священного Синода назначен епископом Пензенским и Нижнеломовским, с поручением временного управления Кузнецкой епархией. По собственному признанию: «Я избирался на маленькую Кузнецкую кафедру и этим был очень доволен. Я всегда говорил, что Кузнецк в моей жизни оставил неизгладимый след. Переезд в Пензу стал для меня сюрпризом, и пришлось многому заново учиться, привыкать».
1 февраля 2014 года в кафедральном соборном Храме Христа Спасителя в Москве патриархом Московским Кириллом возведён в сан митрополита.
30 мая 2014 года решением Священного Синода был определён ректором Пензенской духовной семинарии и священноархимандритом Нижнеломовского Казанского монастыря. 23 октября 2014 года решением Священного Синода утверждён священноархимандритом Пензенского Преображенского монастыря. 25 декабря 2014 года решением Священного Синода утверждён в должности священноархимандрита (настоятеля) Спасо-Преображенского мужского монастыря г. Пензы.
15 июля 2016 года решением Священного Синода вызван для участия в зимней сессии Священного Синода сентябрь 2016 — февраль 2017 года.
24 июля 2025 года решением Священного Синода освобождён от должности ректора Пензенской духовной семинарии.

## Награды
- Орден преподобного Сергия Радонежского II степени (19 июня 2022 года) — во внимание к трудам по строительству Спасского кафедрального собора г. Пензы[16].
- Орден «За заслуги перед Пензенской областью» II степени (3 ноября 2022 года)[17].